# Serie A Élite 2009-2010
La Serie A Élite 2009-2010 è stata la 41ª edizione del massimo campionato nazionale italiano di pallamano maschile.

Iniziato il 3 ottobre 2009 la sua stagione si è conclusa con l'ultima gara di finale l'11 maggio 2010.

Esso è organizzato direttamente, come di consueto, dalla FIGH.

Si tratta dell'ultima stagione del torneo con otto club alla partenza in quanto dal prossimo anno le formazioni partecipanti passeranno a 12.

La finale scudetto è stata vinta dall'Handball Club Conversano che in questo modo si è laureato per la quarta volta nella storia campione d'Italia.

## Formula
Per la stagione 2009/2010 il campionato si svolge tra 8 squadre che si affrontano in una fase iniziale a girone unico, con partite di andata e ritorno.

Al termine della prima fase le prime quattro squadre classificate parteciparono alle poule scudetto mentre le restanti parteciparono alla poule retrocessione le quali si volsero con la formula del girone all'italiana con partita di sola andata e servirono per stabilire la griglia dei play off e play out.

I play off e i play out si svolsero con la formula dell'eliminazione diretta.

## Squadre partecipanti
|                  |                 |                  |                        |          |                    |
| Team             | Città           | Sponsor          | Impianto               | Capienza | Piaz. Stag. Prec.  |
| Albatro Siracusa | Siracusa        | TeamNetWork      | Pala Lo Bello          | 2700     | 5ª Serie A Elite   |
| Ancona           | Ancona          | Luciana Mosconi  | Palaveneto             | 2000     | 2ª Serie A1        |
| Bologna United   | Bologna         |                  | PalaSavena             | 2700     | 4ª Serie A Elite   |
| Casarano         | Casarano (Le)   | Italgest         | Palasport San Giuseppe |          | Campione 2008-2009 |
| Conversano       | Conversano (Ba) |                  | Pala San Giacomo       | 3500     | 2ª Serie A Elite   |
| Junior Fasano    | Fasano (Br)     |                  | Palestra "F.Zizzi"     | 500      | 6ª Serie A Elite   |
| Secchia          | Rubiera         | Gammadue         | Palabursi              | 1000     | 3ª Serie A Elite   |
| Teramo           | Teramo          | TeknoElettronica | Pala San Nicolò        | 1500     | 7ª Serie A Elite   |

## Prima fase

### Risultati
| andata | 1ª giornata          | ritorno |
| ------ | -------------------- | ------- |
| 27-28  | Casarano - Bologna   | 29-30   |
| 28-27  | Conversano - Albatro | 36-24   |
| 29-32  | Ancona - Secchia     | 29-36   |
| 32-30  | Fasano - Teramo      | 32-30   |

| andata | 4ª giornata         | ritorno |
| ------ | ------------------- | ------- |
| 25-20  | Bologna - Fasano    | 24-29   |
| 25-27  | Ancona - Casarano   | 31-29   |
| 30-31  | Teramo - Conversano | 22-42   |
| 25-24  | Secchia - Albatro   | 27-24   |

| andata | 7ª giornata         | ritorno |
| ------ | ------------------- | ------- |
| 28-30  | Secchia - Teramo    | 27-29   |
| 34-24  | Conversano - Fasano | 26-27   |
| 24-28  | Albatro - Casarano  | 26-38   |
| 34-30  | Bologna - Ancona    | 36-39   |

| andata | 2ª giornata          | ritorno |
| ------ | -------------------- | ------- |
| 17-21  | Secchia - Casarano   | 26-28   |
| 28-40  | Bologna - Conversano | 23-24   |
| 33-29  | Teramo - Ancona      | 31-22   |
| 28-22  | Albatro - Fasano     | 17-23   |

| andata | 5ª giornata         | ritorno |
| ------ | ------------------- | ------- |
| 35-26  | Bologna - Secchia   | 36-34   |
| 41-26  | Conversano - Ancona | 40-36   |
| 32-34  | Albatro - Teramo    | 24-30   |
| 27-19  | Casarano - Fasano   | 24-31   |

| andata | 3ª giornata          | ritorno |
| ------ | -------------------- | ------- |
| 37-22  | Conversano - Secchia | 32-28   |
| 25-17  | Fasano - Ancona      | 22-23   |
| 35-25  | Casarano - Teramo    | 28-26   |
| 24-36  | Albatro - Bologna    | 23-33   |

| andata | 6ª giornata           | ritorno |
| ------ | --------------------- | ------- |
| 20-33  | Casarano - Conversano | 27-26   |
| 21-27  | Ancona - Albatro      | 23-24   |
| 25-23  | Fsano - Secchia       | 22-29   |
| 29-32  | Teramo - Bologna      | 35-33   |

### Classifica
|  | Pos. | Squadra          | Pt | G  | V  | N | P | GF  | GS  | DR   |
|  | ---- | ---------------- | -- | -- | -- | - | - | --- | --- | ---- |
|  | 1.   | Conversano       | 36 | 14 | 12 | 0 | 2 | 470 | 364 | +106 |
|  | 2.   | Bologna United   | 27 | 14 | 9  | 0 | 5 | 433 | 409 | +24  |
|  | 3.   | Casarano         | 27 | 14 | 9  | 0 | 5 | 388 | 367 | +21  |
|  | 4.   | Junior Fasano    | 24 | 14 | 8  | 0 | 6 | 353 | 357 | -4   |
|  | 5.   | Teramo           | 21 | 14 | 7  | 0 | 7 | 414 | 427 | -13  |
|  | 6.   | Secchia          | 15 | 14 | 5  | 0 | 9 | 380 | 401 | -21  |
|  | 7.   | Albatro Siracusa | 9  | 14 | 3  | 0 | 9 | 348 | 404 | -56  |
|  | 8.   | Ancona           | 9  | 14 | 3  | 0 | 9 | 380 | 437 | -57  |

Legenda:

      Qualificate alla Poule Scudetto
      Qualificate alla Poule Retrocessione

## Seconda fase - Poule scudetto

### Risultati
| data | 1ª giornata           | risultato |
| ---- | --------------------- | --------- |
| 20-3 | Bologna - Fasano      | 33-24     |
| 20-3 | Conversano - Casarano | 31-30     |

| data | 2ª giornata         | risultato |
| ---- | ------------------- | --------- |
| 23-3 | Bologna - Casarano  | 35-36     |
| 27-3 | Fasano - Conversano | 27-33     |

| data | 3ª giornata          | risultato |
| ---- | -------------------- | --------- |
| 3-4  | Casarano - Fasano    | 28-27     |
| 6-4  | Conversano - Bologna | 33-28     |

### Classifica
|  | Pos. | Squadra        | Pt | G | V | N | P | GF | GS | DR  |
|  | ---- | -------------- | -- | - | - | - | - | -- | -- | --- |
|  | 1.   | Conversano     | 13 | 3 | 3 | 0 | 0 | 97 | 85 | +12 |
|  | 2.   | Casarano       | 7  | 3 | 2 | 0 | 1 | 94 | 93 | +1  |
|  | 3.   | Bologna United | 7  | 3 | 1 | 0 | 2 | 96 | 93 | +3  |
|  | 4.   | Junior Fasano  | 1  | 3 | 0 | 0 | 3 | 78 | 94 | -16 |

## Seconda fase - Poule retrocessione

### Risultati
| data | 1ª giornata      | risultato |
| ---- | ---------------- | --------- |
| 20-3 | Secchia - Ancona | 34-22     |
| 20-3 | Teramo - Albatro | 26-25     |

| data | 2ª giornata       | risultato |
| ---- | ----------------- | --------- |
| 27-3 | Ancona - Teramo   | 36-34     |
| 30-3 | Secchia - Albatro | 36-29     |

| data | 3ª giornata      | risultato |
| ---- | ---------------- | --------- |
| 3-4  | Teramo - Secchia | 30-27     |
| 6-4  | Albatro - Ancona | 37-28     |

### Classifica
|  | Pos. | Squadra          | Pt | G | V | N | P | GF | GS  | DR  |
|  | ---- | ---------------- | -- | - | - | - | - | -- | --- | --- |
|  | 1.   | Teramo           | 10 | 3 | 2 | 0 | 1 | 90 | 88  | +2  |
|  | 2.   | Secchia          | 9  | 3 | 2 | 0 | 1 | 97 | 81  | +16 |
|  | 3.   | Albatro Siracusa | 5  | 3 | 1 | 0 | 2 | 91 | 90  | +1  |
|  | 4.   | Ancona           | 4  | 3 | 1 | 0 | 2 | 86 | 105 | -19 |

## Play off scudetto

### Tabellone
|  | Semifinali | Semifinali     | Semifinali    | Semifinali | Semifinali |  |  | Finale | Finale     | Finale | Finale | Finale |  |
|  |            |                |               |            |            |  |  |        |            |        |        |        |  |
|  | 1          | Conversano     | Conversano    | 30         | 31         |  |  |        |            |        |        |        |  |
|  | 4          | Junior Fasano  | Junior Fasano | 18         | 28         |  |  | 1      | Conversano | 36     | 31     | 41     |  |
|  | 2          | Casarano       | 30            | 31         | 30         |  |  | 2      | Casarano   | 25     | 27     | 29     |  |
|  | 3          | Bologna United | 28            | 33         | 28         |  |  |        |            |        |        |        |  |

#### Semifinali 1º/4º posto
| Squadra 1  | Squadra 2      | Gara 1                   | Gara 2                | Gara 3                 |
| ---------- | -------------- | ------------------------ | --------------------- | ---------------------- |
| Conversano | Junior Fasano  | Conversano, 10 apr. 2010 | Fasano, 17 apr. 2010  |                        |
| Conversano | Junior Fasano  | 30 - 18                  | 31 - 28               |                        |
| Casarano   | Bologna United | Casarano, 10 apr. 2010   | Bologna, 17 apr. 2010 | Casarano, 24 apr. 2010 |
| Casarano   | Bologna United | 30 - 28                  | 31 - 33               | 30 - 28                |

#### Finali 1º/2º posto
| Squadra 1  | Squadra 2 | Gara 1                   | Gara 2                | Gara 3                   |
| ---------- | --------- | ------------------------ | --------------------- | ------------------------ |
| Conversano | Casarano  | Conversano, 1º mag. 2010 | Casarano, 4 mag. 2010 | Conversano, 11 mag. 2010 |
| Conversano | Casarano  | 36 - 25                  | 31 - 27               | 41 - 29                  |

## Play-out

### Tabellone
|  | Semifinali | Semifinali       | Semifinali | Semifinali | Semifinali |  |  | Finale | Finale           | Finale | Finale | Finale |  |
|  |            |                  |            |            |            |  |  |        |                  |        |        |        |  |
|  | 1          | Teramo           | 31         | 30         | 35         |  |  |        |                  |        |        |        |  |
|  | 4          | Ancona           | 27         | 31         | 24         |  |  | 4      | Ancona           | 22     | 25     | 17     |  |
|  | 2          | Secchia          | 26         | 30         | 37         |  |  | 3      | Albatro Siracusa | 21     | 26     | 21     |  |
|  | 3          | Albatro Siracusa | 27         | 28         | 27         |  |  |        |                  |        |        |        |  |

### Risultati

#### Semifinali 5º/8º posto
| Squadra 1 | Squadra 2        | Gara 1                | Gara 2                 | Gara 3                |
| --------- | ---------------- | --------------------- | ---------------------- | --------------------- |
| Teramo    | Ancona           | Teramo, 10 apr. 2010  | Ancona, 17 apr. 2010   | Teramo, 24 apr. 2010  |
| Teramo    | Ancona           | 31 - 27               | 30 - 31                | 35 - 24               |
| Secchia   | Albatro Siracusa | Rubiera, 10 apr. 2010 | Siracusa, 17 apr. 2010 | Rubiera, 24 apr. 2010 |
| Secchia   | Albatro Siracusa | 26 - 27               | 30 - 28                | 37 - 27               |

#### Finali 7º/8º posto
| Squadra 1        | Squadra 2 | Gara 1                 | Gara 2              | Gara 3                 |
| ---------------- | --------- | ---------------------- | ------------------- | ---------------------- |
| Albatro Siracusa | Ancona    | Siracusa, 1º mag. 2010 | Ancona, 8 mag. 2010 | Siracusa, 15 mag. 2010 |
| Albatro Siracusa | Ancona    | 21 - 22                | 26 - 25             | 21 - 17                |

## Verdetti
- Conversano[2]: Campione d'Italia 2009-2010, vincitore della Coppa Italia 2009-2010, vincitore dell'Handball Trophy 2009-2010 e qualificato alla EHF Champions League 2010-2011.
- Albatro Siracusa[3]: qualificata alla Coppa delle Coppe 2010-2011.
- Teramo[4]: qualificato alla EHF Cup 2010-2011.
- Junior Fasano: qualificata alla Challange Cup 2010-2011.
- Ancona - retrocessa in Serie A1 2010-2011.

## Classifica marcatori
| Giocatore           | Squadra          | Reti |
| ------------------- | ---------------- | ---- |
| Uroš Lazarević      | Dorica Ancona    | 144  |
| Nenad Radosavljević | Teramo           | 143  |
| Guillermo Corzo     | Conversano       | 132  |
| Petras Raupenas     | Teramo           | 122  |
| Željko Beharević    | Junior Fasano    | 119  |
| Paulo Silva         | Secchia          | 108  |
| Đorđe Stevanović    | Casarano         | 107  |
| Filiberto Kokuca    | Casarano         | 93   |
| Giancarlo Costanzo  | Junior Fasano    | 92   |
| Adriano Di Maggio   | Conversano       | 91   |
| Gonzalo Viscovich   | Albatro Siracusa | 89   |
| Demis Radovčić      | Conversano       | 86   |
| Alessandro Fusina   | Albatro Siracusa | 85   |
| Marcello Montalto   | Bologna United   | 85   |
| Milan Torbica       | Casarano         | 83   |
| Tomáš Reznícek      | Conversano       | 81   |
| Francesco Volpi     | Bologna United   | 81   |
| Davorin Prškalo     | Dorica Ancona    | 75   |